# Język chaldejski (współczesny)
Język chaldejski, nowoaramejski chaldejski – język należący do grupy semickiej, którym posługuje się ponad 240 tys. ludzi. W Iraku językiem tym posługuje się 100 tys. osób (1994). W klasyfikacji Ethnologue stanowi część tzw. makrojęzyka syryjskiego. Zapisywany jest pismem syryjskim.
Język odmienny od starożytnego chaldejskiego.